# A NIGHT TO REMEMBER
『A NIGHT TO REMEMBER』（ア・ナイト・トゥ・リメンバー）は、1997年1月18日にリリースした田原俊彦の48作目のシングル。

## 背景
表題曲である「A NIGHT TO REMEMBER」及びカップリングの「Send a little love」は、田原が司会で出演したテレビ東京系『見た目が勝負!?』のテーマ曲に起用された。

## 制作
1992年に発売された「雨が叫んでる」以来のカバー曲で、オリジナルは、アメリカのR&B系音楽グループのシャラマーが、1982年に発表した「涙のリメンバー」のカバー。
プロデュースは、エイベックス系列の音楽制作プロダクション『プライム・ディレクション』が担当した。

## リリース
1997年1月18日に、ポニーキャニオンのNAVレーベルから発売された。
本作を最後に、17年所属したポニーキャニオンとの契約が終了し、新興レコード会社「ガウスエンタテインメント」（現・徳間ジャパンコミュニケーションズ）の第1弾アーティストのひとりとして契約した。

## 収録曲
| #         | タイトル                                    | 作詞                                                 | 作曲                            | 編曲       | 時間  |
| --------- | ------------------------------------------- | ---------------------------------------------------- | ------------------------------- | ---------- | ----- |
| 1.        | 「A NIGHT TO REMEMBER」                     | D. Meyers, C. Sylvers, N. Beard 日本語詞: えびね遊子 | D. Meyers, C. Sylvers, N. Beard | 安藤高弘   | 3:40  |
| 2.        | 「A NIGHT TO REMEMBER」(into the night mix) | D. Meyers, C. Sylvers, N. Beard 日本語詞: えびね遊子 | D. Meyers, C. Sylvers, N. Beard | OZ TAIRIKU | 4:00  |
| 3.        | 「Send a little love」                      | えびね遊子                                           | 山田秀俊                        | 山田秀俊   | 5:48  |
| 4.        | 「A NIGHT TO REMEMBER」(instrumental)       |                                                      |                                 |            | 3:39  |
| 合計時間: | 合計時間:                                   | 合計時間:                                            | 合計時間:                       | 合計時間:  | 17:07 |